# The Blues Busters
The Blues Busters est un duo jamaïcain de shuffle, de ska et de rocksteady, originaire de Kingston, composé des chanteurs Lloyd Campbell (31 décembre 1941 – 1992) et Philip James (9 mars 1941 – 1989), actif durant les années 1960 et 1970.

## Biographie
Ils commencent à chanter dès 1949 à l'âge de 8 ans. Travaillant d'abord dans des spectacles de cabaret pour touristes à Kingston et sur la côte nord de la Jamaïque, ils accompagnent Sam Cooke lors de sa tournée dans l'île en mars 1961. 
Fortement influencés par le rhythm and blues et la soul américains, ils enregistrent un grand nombre de titres parmi lesquels Spiritual et Your Love pour Chris Blackwell (1961), There Is Always Sunshine ou Donna pour Coxsone Dodd, Love Me Forever pour Byron Lee (1965) et leurs grands succès Soon You Will Be Gone et Behold pour Ronnie Nasralla en 1962.
Duo masculin le plus populaire du début des années 1960 en Jamaïque, les Blues Buster font partie des artistes jamaïcains qui se produisirent à la Foire internationale de New York 1964-1965.
À la fin des années 1960, le duo déménage à New York. Ils continuent d'enregistrer jusqu'aux début des années 1980, notamment beaucoup de reprises soul ou d'adaptation reggae de leurs anciens titres. James y serait mort d'asthme à 47 ans en 1989 et Campbell d'une crise cardiaque à 50 ans en 1992. Le duo est enterré dans le cimetière de Pye River à Montego Bay, en Jamaïque, la ville de leurs naissances. Une tombe sépare leurs deux sépultures.

## Discographie

### Albums
- Behold How Sweet It Is (1965), Sunshine
- Blues Busters
- Each One Teach One (1967), Dynamic
- Philip and Lloyd (1975), Scepter
- Truth (1979), Sarge
- Tribute to Sam Cooke (1980), Sarge
- Top of the Pops (1982), Echo
- How Sweet It Is (1997), Kingston Gold

#### Compilation
- The Best of the Blues Busters, Dynamic
- In Memory of the Blues Busters: Their Best Ska and Soul Hits 1964-1966 (1993), Jamaican Gold
- Behold! The Anthology (2005), Trojan

### Singles
- "Little Vilma (1960), Limbo
- "Early One Morning", Limbo
- "Donna" (1961), Blue Beat
- "There's Always Sunshine" (1962), Blue Beat
- "Tell Me Why" (1962), Blue Beat
- "Behold!" (1962), Island
- "How Sweet It Is" (1965), Island
- "Wings of a Dove" (1965), Island
- "I've Been Trying" (1966), Dr. Bird
- "There's Always Sunshine" (1967), Dr. Bird
- "Each One Teach One" (1967), Dynamic
- "I Can't Stop" (1967), Jay Boy
- "I've Gotta Be There", Capitol
- "Baby I'm Sorry", Dynamic
- "Are You Changing", Hot Stuff
- "Keep On Doing It"
- "Love is the Answer", Minit
- "Sweetest Thing" (1976), Dynamic
- "Unless", BMN